# Las Flores (San Juan)
Las Flores es una localidad del Departamento Iglesia, en el noroeste de la provincia de San Juan, Argentina.
Se encuentra en la intersección de la Ruta Nacional 149 y Ruta Nacional 150, cuya última ruta la convertiría en una localidad componente del futuro corredor biocéanico, tras la construcción de un túnel en el Paso de Agua Negra, conectándola con el otro extremo noreste de la provincia, el centro del país y los Puertos de Coquimbo en Chile y Porto Alegre en Brasil.
El pueblo figura en el libro de Andrea Ferrari "el complot de Las Flores".

## Población
Cuenta con 882 habitantes (Indec, 2001), lo que representa un incremento del 18,6% frente a los 693 habitantes (Indec, 2001) del censo anterior.

## Turismo
Las Flores es un pequeño pueblo ubicado a 10 km de la localidad de Iglesia. Como la mayoría de los pueblos del departamento Iglesia, se extiende a lo largo de las rutas Ruta Nacional 149 (Argentina) y Ruta Nacional 150 (Argentina). Es un pueblo de características fundamentalmente agrícolas, donde se producen semillas de muy buena calidad de alfalfa, papas, lechugas y porotos, favorecidas por el hecho de que sus tierras están libres de virus y plagas.

### Sismicidad
La sismicidad del área de Cuyo (centro oeste de Argentina) es frecuente y de intensidad baja, y un silencio sísmico de terremotos medios a graves cada 20 años en distintas áreas aleatorias.
Terremoto de Caucete 1977el 23 de noviembre de 1977, la región fue asolada por un terremoto y que dejó como saldo lamentable algunas víctimas, y un porcentaje importante de daños materiales en edificaciones.
Sismo de 1861aunque dicha actividad geológica catastrófica, ocurre desde épocas prehistóricas, el terremoto del 20 de marzo de 1861 (163 años) señaló un hito importante dentro de la historia de eventos sísmicos argentinos ya que fue el más fuerte registrado y documentado en el país. A partir del mismo la política de los sucesivos gobiernos mendocinos y municipales han ido extremando cuidados y restringiendo los códigos de construcción. Y con el terremoto de San Juan de 1944 del 15 de enero de 1944 (81 años) el gobierno sanjuanino tomó estado de la enorme gravedad sísmica de la región.
El Día de la Defensa Civil fue asignado por un decreto recordando el sismo que destruyó la ciudad de Caucete el 23 de noviembre de 1977, con más de 40.000 víctimas sin hogar. No quedaron registros de fallas en tierra, y lo más notable efecto del terremoto fue la extensa área de licuefacción (posiblemente miles de km²).
El efecto más dramático de la licuefacción se observó en la ciudad, a 70 km del epicentro: se vieron grandes cantidades de arena en las fisuras de hasta 1 m de ancho y más de 2 m de profundidad. En algunas de las casas sobre esas fisuras, el terreno quedó cubierto de más de 1 dm de arena.